# Pedro Coronel
Pedro Coronel Arroyo (Zacatecas, 25 de marzo de 1922-Ciudad de México, 23 de mayo de 1985) fue pintor, escultor, dibujante y grabador.  Hermano del pintor zacatecano Rafael Coronel. 

## Biografía
Estudió pintura y escultura en La Esmeralda (1940-1945). Durante su estancia en París frecuentó los talleres del pintor Victor Brauner y del escultor Constantin Brâncuşi que influyeron en gran medida su proceso artístico (1945).
Su primera exposición individual (1954) fue en la Galería Proteo, Ciudad de México, donde su exposición llamó la atención al Premio Nobel mexicano, Octavio Paz. Más tarde exhibió en Francia, Italia, Japón, Estados Unidos y Brasil. 
En su último periodo que vivió en París su arte mostró, diferentes facetas (dibujos) subyugando en el erotismo de las formas naturales, de una apreciable madurez estética y artística. 
En 1983 donó un importante conjunto de obras de su propiedad, tanto creaciones propias como ajenas (Kandinsky, Pablo Picasso, Dalí, Marc Chagall...), para la creación de un museo en Zacatecas. En 1984 recibió el Premio Nacional de Ciencias y Artes en el área de Bellas Artes.
El 23 de mayo de 1985 a las 18.00 murió a causa de un derrame cerebral a la edad de 62 años.
En la nave mayor del Palacio de Bellas Artes, de la Ciudad de México se le rindió homenaje póstumo. Le hicieron la primera guardia de honor, el presidente mexicano Miguel de la Madrid (1982-1988), el secretario de Educación Pública, Miguel González Avelar y el director general de Bellas Artes Javier Barros. A su cuerpo se le dio cristiana sepultura en el Panteón Francés de San Joaquín. Un año más tarde sus restos fueron trasladados a la ciudad de Zacatecas que le vio nacer, para ser depositados en el patio del museo que lleva su nombre, el día 25 de mayo de 1986.

## Premios
En los años de 1957 y 58 participa en varias exposiciones colectivas, en la Ciudad de México en 1959, exhibe con el título Los Habitantes, en el salón de la Plástica Mexicana y su cuadro La Lucha obtiene el Primer Premio en el Salón Nacional de Pintura, organizado por el INBA y también participa en la Première Biennale de Paris. Manifestation Biennal et Internationale des Jeunes Artiste en el Musée d´Art Moderne de la Ville de Paris. En 1960 exhibe en el Museo de Arte Moderno en el Palacio de Bellas Artes. Presentación de Justino Fernández. Dedicada la exposición al crítico de arte Raúl Flores Guerrero.
También obtiene el Premio de Pintura José Clemente Orozco y la Mención Honorífica Especial en Escultura, en la Segunda Bienal Interamericana de Pintura, Escultura y Grabado, organizada por el INBA en el Palacio de Bellas Artes. Participa en la exposición Mexican Art from Pre-Columbian Times to the Present Day, expuesta en la Vancouver Art Gallery, Vancouver; en la National Gallery of Canada, Ottawa y en el Montral Museum of Fine Arts, Canadá. Al año siguiente, en 1961 viaja a Europa, reside en París y exhibe en la Galería Le Point Cardial, París. Presentación Octavio Paz. Y participa también en la Sexta Bienal de Sao Paulo, Brasil. Además participa en la Segunda Bienal de Jóvenes Pintores, París.

## Características de su obra

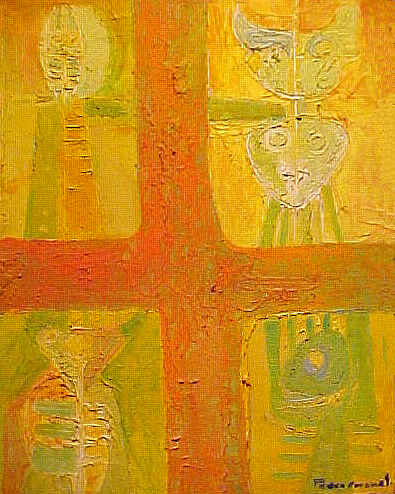
Pintura Coronel.

La dramatización de los colores de las antiguas culturas y la recuperación de sus formas y motivos son los elementos básicos del trabajo de Coronel.
En sus obras se veía la fuerza de su pensamiento abstracto y su original colorido, que disfrazaban en cierto modo, el contenido dramático de sus obras.
Sus esculturas son de forma simplificadas.
Otro aspecto de las obras de Coronel en su monumentalidad, tal parece que el artista se siente más libre pintando telas de grandes dimensiones, que son como pinturas murales buscando un sitio donde descansar.
Pedro Coronel fue un entusiasta coleccionista de arte precolombino, primitivo, oriental, grecorromano y medieval así como de arte gráfico. Donó su colección al pueblo de México en el museo que lleva su nombre. Algunos autores han dividido su carrera en las siguientes etapas: naturalista, estructuralista, lírica, cromática y la recuperación de la pintura nativa.
Coronel tiene un gran interés por las culturas prehispánicas y primitivas, su trabajo tiene influencia de Tamayo y también existe una preocupación especial por el color. En sus cuadros destacan las texturas y contrapuntos cromáticos. Coronel, con su obra pictórica, se reconoce como un innovador de la plástica mexicana. Su obra se encuentra en museos de todo el mundo y forma parte de la colección de Bellas Artes. Su primera exposición individual (1954) fue en la Galería Proteo, Ciudad de México, donde su exposición llamó la atención al Premio Nobel mexicano, Octavio Paz. Más tarde exhibió en Francia, Italia, Japón, Estados Unidos y Brasil. En su último periodo que vivió en París su arte mostró, diferentes facetas (dibujos) subyugando en el erotismo de las formas naturales, de una apreciable madurez estética y artística.

## Obras
- La mujer caracol

1970, óleo sobre tela, 200 x 250 cm. Museo Pedro Coronel. Propiedad del Gobierno del Estado de Zacatecas. Foto: cortesía Museo de Arte Moderno/Conaculta/INBA.
- Epitalamio

1956, óleo sobre tela, 150.5 x 200 cm. Colección particular.
Foto: cortesía Museo de Arte Moderno/Conaculta/INBA.
- El advenimiento de ella

1958, óleo sobre tela, 182 x 302 cm. Colección del Museo de Arte Moderno/Conaculta/INBA.
Foto: cortesía Museo de Arte Moderno.
- Pavana para una mujer embarazada

1959, óleo sobre tela, 184 x 202 cm. Colección particular.
Foto: cortesía Museo de Arte Moderno/Conaculta/INBA.
- Mujer

1975, ónix, 44 x 105 x 65 cm. Museo Pedro Coronel. Propiedad del Gobierno del Estado de Zacatecas.
Foto: cortesía Museo de Arte Moderno/Conaculta/INBA

## Exposiciones
En 1962 regresa a México. Exhibe en el Salón de la Plástica Mexicana, México D.F. además en este mismo año participa en la exposición Arte Latinoamericano en el Musée d´Art Moderne, París. Viaja a Japón, India y otros países de Oriente. Exhibe en Japón, en la galería de la Mitsukoshi Departament Store, Nihonbashi, Tokio y en la Galería Fujikama-Garo, Osaka. En 1964 exhibe pintura y escultura en la Galería de Arte Mexicano. Presentación de Juan Rulfo, México D.F. y participa en Contemporary Mexican Artists en el Phoenix Art Museum, Phoenix, Arizona.